# Campionati africani di ciclismo su strada 2024
I Campionati africani di ciclismo su strada 2024 si sono svolti ad Eldoret, in Kenya, dal 9 al 13 ottobre 2024.

## Sommario degli eventi
| Eventi              | Oro | Tempo    | Argento                                                                                                  | Tempo    | Bronzo | Tempo    |
| Uomini Elite        | |          | |          | |          |
| Gara in linea       | Henok Mulubrhan Eritrea                                                                                         | 3h46'21" | Emile Van Niekerk Sudafrica                                                                              | a 2"     | Charles Kagimu Uganda                                                                                         | s.t.     |
| Cronometro          | Charles Kagimu Uganda                                                                                           | 41'11"   | Brandon Downes Sudafrica                                                                                 | a 8"     | Adil El Arbaoui Marocco                                                                                       | a 1'39"  |
| Uomini Under-23     | |          | |          | |          |
| Gara in linea       | Emile Van Niekerk Sudafrica                                                                                     | 3h46'23" | Milkiyas Maekele Eritrea                                                                                 | a 4"     | Eric Muhoza Ruanda                                                                                            | s.t.     |
| Cronometro          | Paul Lomuria Uganda                                                                                             | 42'40"   | Lawrence Lorot Uganda                                                                                    | a 0.728" | Joshua Dike Sudafrica                                                                                         | a 19"    |
| Uomini Junior       | |          | |          | |          |
| Gara in linea       | Keven Teklemariam Eritrea                                                                                       | 2h23'38" | Nahom Efriem Eritrea                                                                                     | s.t.     | Siem Eyob Eritrea                                                                                             | s.t.     |
| Cronometro          | Keven Teklemariam Eritrea                                                                                       | 28'48"   | Alexander Erasmus Sudafrica                                                                              | a 6"     | Nahom Efriem Eritrea                                                                                          | a 26"    |
| Donne Elite         | |          | |          | |          |
| Gara in linea       | Ashleigh Moolman-Pasio Sudafrica                                                                                | 3h07'50" | Dawit Adiam Mengs Eritrea                                                                                | a 7'21"  | Diane Ingabire Ruanda                                                                                         | s.t.     |
| Cronometro          | Lucy Young Sudafrica                                                                                            | 31'32"   | Ashleigh Moolman-Pasio Sudafrica                                                                         | a 32"    | Melissa Hinz Namibia                                                                                          | a 2'05"  |
| Donne Under-23      | |          | |          | |          |
| Gara in linea       | Dawit Adiam Mengs Eritrea                                                                                       | 3h15'11" | Diane Ingabire Ruanda                                                                                    | s.t.     | Suzana Fiseha Eritrea                                                                                         | s.t.     |
| Cronometro          | Suzana Fiseha Eritrea                                                                                           | 32'37"   | Dawit Adiam Mengs Eritrea                                                                                | a 26"    | Gebregzabiher Aregawi Etiopia                                                                                 | a 1'27"  |
| Donne Junior        | |          | |          | |          |
| Gara in linea       | Nardos Tsegay Eritrea                                                                                           | 2h03'08" | Nantume Miria Uganda                                                                                     | s.t.     | Eldana Bereket Etiopia                                                                                        | s.t.     |
| Cronometro          | Betiel Efrem Eritrea                                                                                            | 16'40"   | Alaliaa Darwish Egitto                                                                                   | a 25"    | Kahsay Tsige Kiros Etiopia                                                                                    | a 27"    |
| Miste               | |          | |          | |          |
| Staffetta a squadre | Ruanda Moïse Mugisha Vainquer Masengesho Étienne Tuyizere Diane Ingabire Josiane Mukashema Valentine Nzayisenga | 1h00'06" | Eritrea Natan Medhanie Hebron Berhane Mikiyas Maekele Suzana Fiseha Yafiet Gebrekrstos Dawit Adiam Mengs | 1h05'19" | Etiopia Negasi Abreha Gereziher Hailemaryam Kiya Rogora Gebregzabiher Aregawi Hadush Asgodom Serkalem Watango | 1h09'17" |